# Dillwynella sheisinmaruae
Dillwynella sheisinmaruae is een slakkensoort uit de familie van de Skeneidae. De wetenschappelijke naam van de soort is voor het eerst geldig gepubliceerd in 1997 door Hasegawa.